# معهد طشقند الإسلامي

المعهد الإسلامي باسم الإمام البخاري بطشقند - مؤسسة تعليمية دينية. أسست في عام 1969. بدأ نشاطه في 1 نوفمبر 1971. تحت إشراف إدارة مسلمي أوزبكستان.

## نشاط
التدريس: يتم إعداد المخصصين في تاريخ الأديان ونظرياته، والعلوم الدينية الإسلامية، واللغة العربية وآدابها، لغة التعليم - لغة الأوزبكية والعربية، ومع ذلك تتعلم لغة الإنجليزية، والفارسية، والروسية.

## تاريخ
في عام 1969 ، تم إعادة مدرسة "باراق خان" على مستوى المعهد. تم اتخاذ قرار من قبل مجلس الشؤون الدينية التابع لمجلس وزراء اتحاد الجمهوريات الاشتراكية السوفيتية بافتتاح مدرسة دينية المستوى العالي في طشقند. تم اختيار لبناء المدرسة المسجد باسم (نامازجاه) في محيط حضرة إمام، شارع: زايقاينار ١٨، بيت ٤٧. في 1 نوفمبر 1971 (12 رمضان 1391 هـ) بدأت المدرسة العليا نشاطها.
كانت مدة الدراسة في المدرسة العليا ٤ سنوات.  يتم إجراء الدروس باللغتين الأوزبكية والعربية.  في العام الدراسي الأول، تم قبول ٢٠ طالبا في الجامعة.
في السنوات الأولى ، كانت المدرسة تسمى "المدرسة الدينية العليا".  في عام 1974، بمناسبة الذكرى 1200 لميلاد الإمام البخاري، سميت هذه المؤسسة التعليمية بـ "معهد العالي"، "معهد طشقند الإسلامي".

## في عهد الاتحاد السوفيتي:
كانت المؤسسة التعليمية الإسلامية العليا الوحيدة في الاتحاد، حيث تم تدريب الشخصيات الدينية في القوقاز وشمال القوقاز والجزء الأوروبي من الاتحاد السوفيتي وكذلك تم تدريب المتخصصين للمسلمين في سيبيريا وآسيا الوسطى وكازاخستان.  كان معهد طشقند الإسلامي هو الوحيد في الاتحاد السوفيتي السابق.  درس في هذه الجامعة رجال الدين المستقبل للإدارات المسلمين في القوقاز وشمال القوقاز والجزء الأوروبي من اتحاد الجمهوريات الاشتراكية السوفيتية ومسلمي سيبيريا. كما تخرج من الجامعة ٦ طلاب من أفغانستان و ٤ من فيتنام و ٦ من اليمن و ٤ من بلغاريا.

## بعد الاستقلال:
عام 2003 بقرار من مجلس وزراء جمهورية أوزبكستان، منح خريجو المعهد درجة البكالوريوس. في عام ٢٠٠٧، تم بناء مبنى جديد من طابقين للمعهد. و في عام ٢٠٢١، تم بناء مبنى مكون من ٤ طوابق مع ٢٧ غرف وحمامات يتسع لـ ٤٥ شخصا، كما تم بناء طابق ثالث يتكون من قاعة مؤتمرات ومركز لمصادر المعلومات. .

## عنوان
يقع معهد طشقند الإسلامي في 47 أ ، شارع زرقاينار 18 طور.